# Jelcz (gromada)
Jelcz – dawna gromada, czyli najmniejsza jednostka podziału terytorialnego Polskiej Rzeczypospolitej Ludowej w latach 1954–1972.
Gromady, z gromadzkimi radami narodowymi (GRN) jako organami władzy najniższego stopnia na wsi, funkcjonowały od reformy reorganizującej administrację wiejską przeprowadzonej jesienią 1954 do momentu ich zniesienia z dniem 1 stycznia 1973, tym samym wypierając organizację gminną w latach 1954–1972.
Gromadę Jelcz z siedzibą GRN w Jelczu (obecnie w granicach miasta Jelcz-Laskowice) utworzono – jako jedną z 8759 gromad na obszarze Polski – w powiecie oławskim w woj. wrocławskim, na mocy uchwały nr 24/54 WRN we Wrocławiu z dnia 2 października 1954. W skład jednostki weszły obszary dotychczasowych gromad Jelcz, Łęg, Ratowice i Stary Otok ze zniesionej gminy Jelcz w tymże powiecie. Dla gromady ustalono 21 członków gromadzkiej rady narodowej.
1 stycznia 1960 do gromady Jelcz włączono wieś Nowy Dwór ze zniesionej gromady Piekary w tymże powiecie.
1 lipca 1968 gromadę zniesiono, a jej obszar włączono do gromady Laskowice Oławskie (wsie Jelcz, Nowy Dwór i Ratowice) oraz do nowo utworzonej gromady Oława (wieś Stary Otok) w tymże powiecie.
1 stycznia 1987 z obszarów wsi Jelcz (850 ha) i Laskowice Oławskie (910 ha) w obrębie reaktywowanej w 1973 roku gminy Laskowice Oławskie utworzono miasto Jelcz-Laskowice a nazwę gminy zmieniono na gmina Jelcz-Laskowice.